# Веселий Подол
Веселий Подо́л (каз. Веселый Подол) — село у складі Сарикольського району Костанайської області Казахстану. Адміністративний центр Веселоподольського сільського округу.
Населення — 688 осіб (2021; 1068 у 2009, 1328 у 1999, 1823 у 1989).